# São Sebastião (District fédéral)
São Sebastião est une région administrative du District fédéral au Brésil.